# Otto Rapmund

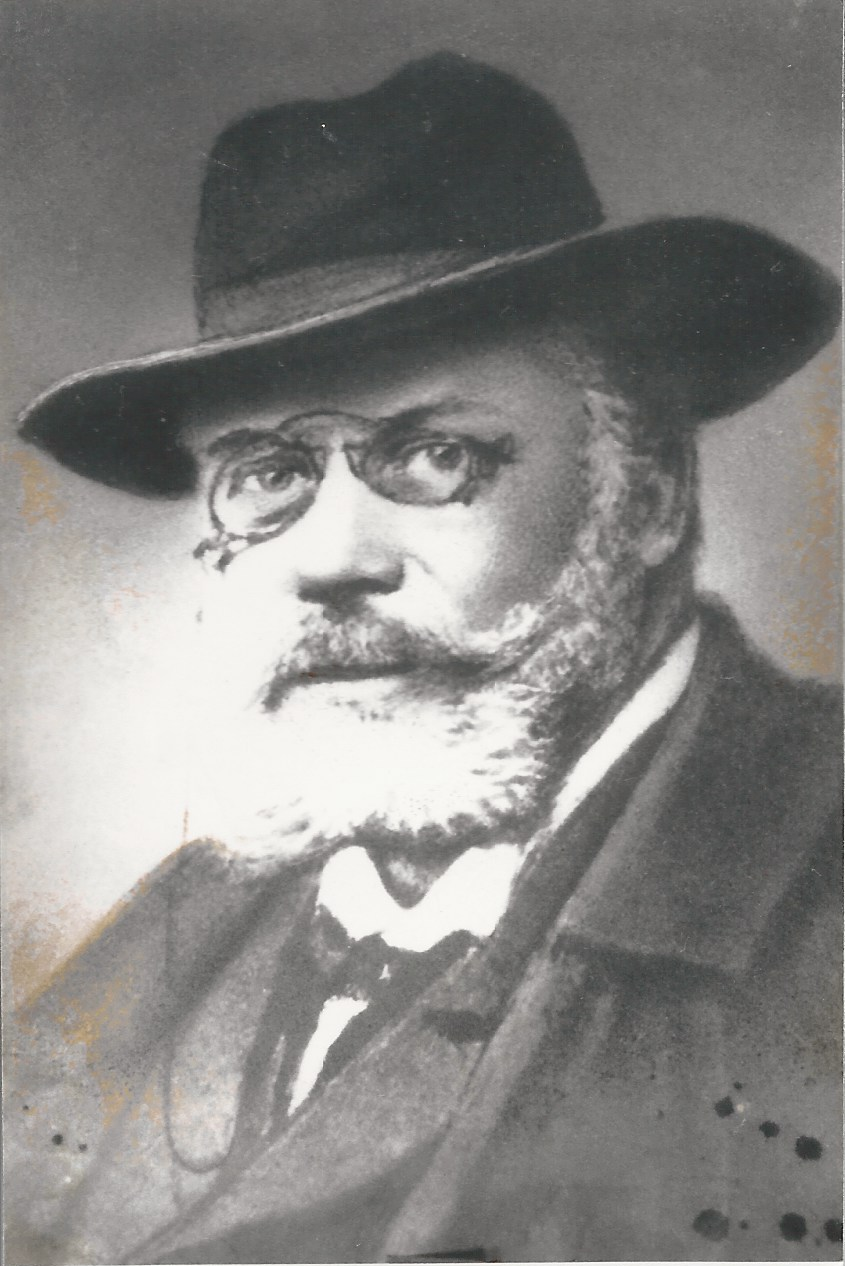
Otto Rapmund

Otto Rapmund (* 16. April 1845 in Zörbig; † 21. März 1930 in Lippspringe) war ein deutscher Mediziner und Hygieniker, der als Amtsarzt im preußischen Staatsdienst wirkte.

## Leben
Rapmund wurde als Sohn des Kantors, Lehrers an der Knabenschule und späteren Oberpredigers Friedrich Heinrich Ferdinand Rapmund und dessen Ehefrau Carolin Emilie Rapmund geb. Greis geboren. Von 1857 bis 1864 besuchte er die lateinische Hauptschule der Franckeschen Stiftungen.

### Studium und Militärdienst
Von 1864 bis 1869 studierte er Medizin an der Universität Halle, 1865 wurde er dort Mitglied des Corps Teutonia Halle. Bei Theodor Weber promovierte Rapmund am 13. Juni 1868 zum Dr. med. – seine Dissertation (über Verletzungen bei Schlägermensuren) und die abschließende Disputation waren die ersten, die in Halle in deutscher Sprache verfasst bzw. abgehalten wurden. Am 24. Februar 1869 wurde er approbiert. Nachdem er im Anschluss daran 1869 als Einjährig-Freiwilliger ins Garde-Feldartillerie-Regiment eingetreten war und 1870 um ein Jahr verlängert hatte, wurde er zunächst als Assistenzarzt in Erfurt eingesetzt. Im Deutsch-Französischen Krieg 1870/1871 diente er im 12. Feldlazarett des IV. Armee-Korps. Nach Kriegsende kam er, noch im Militärdienst, nach Neu-Breisach und nahm im Oktober 1871 seinen Abschied.

### Amtsarzt
Im selben Jahr ließ er sich im ostwestfälischen Rahden als Praktischer Arzt nieder. Nach bestandenem Physikatsexamen wurde er dort zunächst kommissarisch, am 4. Juni dauernd Kreiswundarzt. Mit dem Amtseid am 7. Juli 1875 wurde er preußischer Staatsbeamter. Am 26. Juni 1876 wurde er als Kreisphysikus nach Nienburg (Weser) versetzt, wo er seine Frau kennenlernte und über zehn Jahre zugleich das Bollmann’sche Krankenhaus leitete. Durch sein Organisationsgeschick aufgefallen, wurde Rapmund am 18. März 1886 zum Regierungs- und Medizinalrat bei der Bezirksregierung Aurich ernannt, wo er vier Jahre wirkte. Am 21. März 1890 wurde er zur Bezirksregierung Minden versetzt.
Am 4. April 1898 zum Geheimen Medizinalrat ernannt, wurde ihm 1908 (beim 25-jährigen Jubiläum des Preußischen Medizinalbeamtenvereins) der Professorentitel verliehen. Am 31. Dezember 1913 wurde ihm die Entlassung aus dem Staatsdienst in den Ruhestand bewilligt.

### Publizist
Von 1888 bis mindestens 1922 war Otto Rapmund Herausgeber und Schriftleiter der  im Berliner Verlag „Fischer’s med. Buchhandlung von H. Kornfeld“ erschienenen Zeitschrift für Medicinalbeamte, heute Das Gesundheitswesen, bis 1897 gemeinsam mit Hugo Mittenzweig (gerichtlicher Stadtphysikus von Berlin) und Wilhelm Sander.

## Bedeutung
Auf vielen Gebieten der Medizinalverwaltung wirkte Rapmund bahnbrechend und nahm er spätere gesetzliche Bestimmungen vorweg. 1892 gab er eine Anweisung gegen die Verbreitung ansteckender Krankheiten heraus. Sie forderte unter anderem die Anzeigepflicht, Listenführung und Desinfektion. Erst am 25. August 1905 setzte der preußische Staat seine Ideen in Gesetze um.
Er widmete sich der Schulgesundheitspflege und wies als erster die Kreisärzte auf die Wichtigkeit gesundheitsfürsorgerischer Betätigung hin. Schließlich war er darauf bedacht, die Stellung und die wirtschaftliche Lage der Medizinalbeamten zu fördern.
Er erkannte die Notwendigkeit, zur Bekämpfung der Tuberkulose spezielle Heilstätten einzurichten. Dazu gründete er im Jahr 1899 den Heilstättenverein des Regierungsbezirks Minden, der die Errichtung einer großen Lungenheilstätte in Bad Lippspringe plante. Rapmund gelang es, Kaiserin Auguste Viktoria als Schirmherrin zu gewinnen. 1901 wurde das Auguste-Viktoria-Stift als Lungenheilstätte für 120 Personen eröffnet. Bis zu seiner Pensionierung nur ehrenamtlich für den Trägerverein tätig, widmete Rapmund sich danach ganz der Aufgabe und zog 1920 mit seiner Frau nach Bad Lippspringe. Seinem Wunsch entsprechend wurde er mit Erlaubnis des Mindener Regierungspräsidenten Paul Hagemeister im Park der Heilstätte begraben. Dort wurde ihm zu Ehren ein Denkmal errichtet, das noch heute gepflegt wird.